# Grand Prix Formule 1 van San Marino 2000
De Grand Prix Formule 1 van San Marino 2000 werd gehouden op 9 april 2000 op het circuit van Imola in Imola.

## Top 5 Kwalificatie
| Positie | Nummer | Rijder             | Team               | Tijd     |
| ------- | ------ | ------------------ | ------------------ | -------- |
| 1       | 1      | Mika Häkkinen      | McLaren - Mercedes | 1:24.714 |
| 2       | 3      | Michael Schumacher | Scuderia Ferrari   | 1:24.805 |
| 3       | 2      | David Coulthard    | McLaren - Mercedes | 1:25.014 |
| 4       | 4      | Rubens Barrichello | Scuderia Ferrari   | 1:25.242 |
| 5       | 9      | Ralf Schumacher    | Williams-BMW       | 1:25.871 |

## Uitslag
| Positie | Nummer | Rijder                | Team               | Ronden | Tijd/Opgave     | Startplaats | Punten |
| ------- | ------ | --------------------- | ------------------ | ------ | --------------- | ----------- | ------ |
| 1       | 3      | Michael Schumacher    | Scuderia Ferrari   | 62     | 1:31:39.776     | 2           | 10     |
| 2       | 1      | Mika Häkkinen         | McLaren - Mercedes | 62     | +1.168          | 1           | 6      |
| 3       | 2      | David Coulthard       | McLaren - Mercedes | 62     | +51.008         | 3           | 4      |
| 4       | 4      | Rubens Barrichello    | Scuderia Ferrari   | 62     | +1.29.276       | 4           | 3      |
| 5       | 22     | Jacques Villeneuve    | BAR-Honda          | 61     | +1 Ronde        | 9           | 2      |
| 6       | 17     | Mika Salo             | Sauber - Petronas  | 61     | +1 Ronde        | 12          | 1      |
| 7       | 7      | Eddie Irvine          | Jaguar Racing      | 61     | +1 Ronde        | 7           |        |
| 8       | 16     | Pedro Diniz           | Sauber - Petronas  | 61     | +1 Ronde        | 10          |        |
| 9       | 12     | Alexander Wurz        | Benetton Formula   | 61     | +1 Ronde        | 11          |        |
| 10      | 8      | Johnny Herbert        | Jaguar Racing      | 61     | +1 Ronde        | 17          |        |
| 11      | 11     | Giancarlo Fisichella  | Benetton Formula   | 61     | +1 Ronde        | 19          |        |
| 12      | 23     | Ricardo Zonta         | BAR-Honda          | 61     | +1 Ronde        | 14          |        |
| 13      | 21     | Gaston Mazzacane      | Minardi            | 60     | +2 Rondes       | 20          |        |
| 14      | 19     | Jos Verstappen        | Arrows - Supertec  | 59     | +3 Rondes       | 16          |        |
| 15      | 6      | Jarno Trulli          | Jordan-Mugen-Honda | 58     | Versnellingsbak | 8           |        |
| Ret     | 18     | Pedro de la Rosa      | Arrows - Supertec  | 49     | Gespind         | 13          |        |
| Ret     | 9      | Ralf Schumacher       | Williams-BMW       | 45     | Benzine         | 5           |        |
| Ret     | 14     | Jean Alesi            | Prost Grand Prix   | 25     | Hydrauliek      | 15          |        |
| Ret     | 15     | Nick Heidfeld         | Prost Grand Prix   | 22     | Hydrauliek      | 22          |        |
| Ret     | 10     | Jenson Button         | Williams-BMW       | 5      | Motor           | 18          |        |
| Ret     | 20     | Marc Gené             | Minardi            | 5      | Gespind         | 21          |        |
| Ret     | 5      | Heinz-Harald Frentzen | Jordan-Mugen-Honda | 4      | Versnellingsbak | 6           |        |

## Statistieken
| Snelste ronde | Mika Häkkinen | McLaren - Mercedes | 1:26.523 |

## Noot
- Dit was de honderdste Grand Prix-start voor Heinz-Harald Frentzen. Hiermee was Frentzen de 44ste coureur die minstens 100 Grands Prix had gereden.

1981 · 1982 · 1983 · 1984 · 1985 · 1986 · 1987 · 1988 · 1989 · 1990 · 1991 · 1992 · 1993 · 1994 · 1995 · 1996 · 1997 · 1998 · 1999 · 2000 · 2001 · 2002 · 2003 · 2004 · 2005 · 2006